# Malwinowo
Malwinowo – wieś w Polsce, położona w województwie mazowieckim, powiecie pułtuskim, w gminie Zatory.
Wieś wchodzi w skład sołectwa Gładczyn Szlachecki.
W latach 1975–1998 wieś administracyjnie należała do województwa ostrołęckiego.
Wieś liczy około 25 mieszkańców i jest jedną z najstarszych w gminie Zatory.
Wszyscy mieszkańcy wsi zajmują się rolnictwem lub hodowlą zwierząt.
Sąsiadujące wsie: Gładczyn Szlachecki i Cieńsza.